# Eliana Navarro
Eliana Navarro Barahona (19 tháng 6 năm 1920 - 5 tháng 6 năm 2006) là một nhà thơ người Chile. Thơ của bà được khen ngợi từ những ngày đầu bởi nhà phê bình văn học Hernán Díaz Arrieta. Thơ của bà đã được nghiên cứu ở những trường đại học tại Chile và ở nước ngoài khác nhau và các tác phẩm của bà xuất hiện trong nhiều hợp tuyển thơ trong nước và nước ngoài.

## Những năm đầu và học vấn
Eliana Navarro sinh ra tại Valparaíso vào ngày 19 tháng 7 năm 1923. Cha mẹ của bà là Fortunato Navarro Herrera, một nghị sĩ của Tỉnh Cautín và phó chủ tịch của Hạ nghị viện, và Guillermina Barahona Soriano, một giáo viên. Vào năm 1923, gia đình bà định cư tại Fundo El Peral, thuộc Trovolhue, tỉnh Cautín, giờ là vùng thứ Chín của Chile.
Được truyền cảm hứng từ phong cảnh cùng Cautín và chịu ảnh hưởng từ nhà thơ miền nam Augusto Winter, Navarro vào lúc bảy tuổi đã viết "La laguna de Trovolhue", một trong những bài thơ sớm nhất của bà. Ở tuổi 14, các tác phẩm của bà được xuất bản trong tạp chí Margarita and En Viaje. Sau khi theo học ngành nhân văn tại Santa Cruz de Temuco school,bà chuyển tới sống tại Santiago và theo học Triết học và Luật học tại trường Đại học Chile và Đại học Công giáo.

## Đời tư
Ở tuổi 25, bà kết hôn với nhà thơ José Miguel Vicuña, người vào lúc đó làm việc ở khoa luật Đại học Chile. Bà có bảy người con. Navarro qua đời vào ngày 5 tháng 6 năm 2006 tại Santiago ở tuổi 75 do căn bệnh huyết khối thành mạch.

## Giải thưởng
- Premio Pedro de Oña, 1965
- Premio de la Academia Chilena de la Lengua, 1980

## Một số tác phẩm chọn lọc
- Tres poemas, 1951.
- Antiguas voces llaman, Santiago de Chile: Grupo Fuego, 1955. OCLC 912679160
- La ciudad que fue, Santiago, Chile: Editorial Universitaria, 1965 OCLC 2684914
- La pasión según San Juan, Santiago de Chile: Ediciones de la Biblioteca del Congreso Nacional, 1981. OCLC 16626464
- La Flor de la Montaña, Santiago de Chile Ed. Universitaria, 1995. ISBN 97895611120639789561112063, OCLC 253942925 [2]

Tác phẩm xuất bản sau khi qua đời
- Ángelus de Mediodía, Santiago de Chile: Editorial Universitaria, 2008. ISBN 97895611199329789561119932, OCLC 912768592